# Grenspoel
De Grenspoel (Stellingwerfs en officieel: Greenspoele) is een ven op de grens van de provincies Friesland en Drenthe.
Het meertje ligt in het natuurgebied Aekingerzand tussen de plaats Appelscha (gemeente Ooststellingwerf) en de Drentse plaatsen Zorgvlied en Wateren (gemeente Westerveld). Het grootste deel van het ven (noordelijk deel) ligt in Friesland.
De Grenspoel in de boswachterij Appelscha was tot in de jaren 70 bekend als laatste Friese groeiplaats van de waterlobelia. Het ven werd in 1991 door beheersmaatregelen van  Staatsbosbeheer van de verdroging en  de meeuwenstront hersteld.

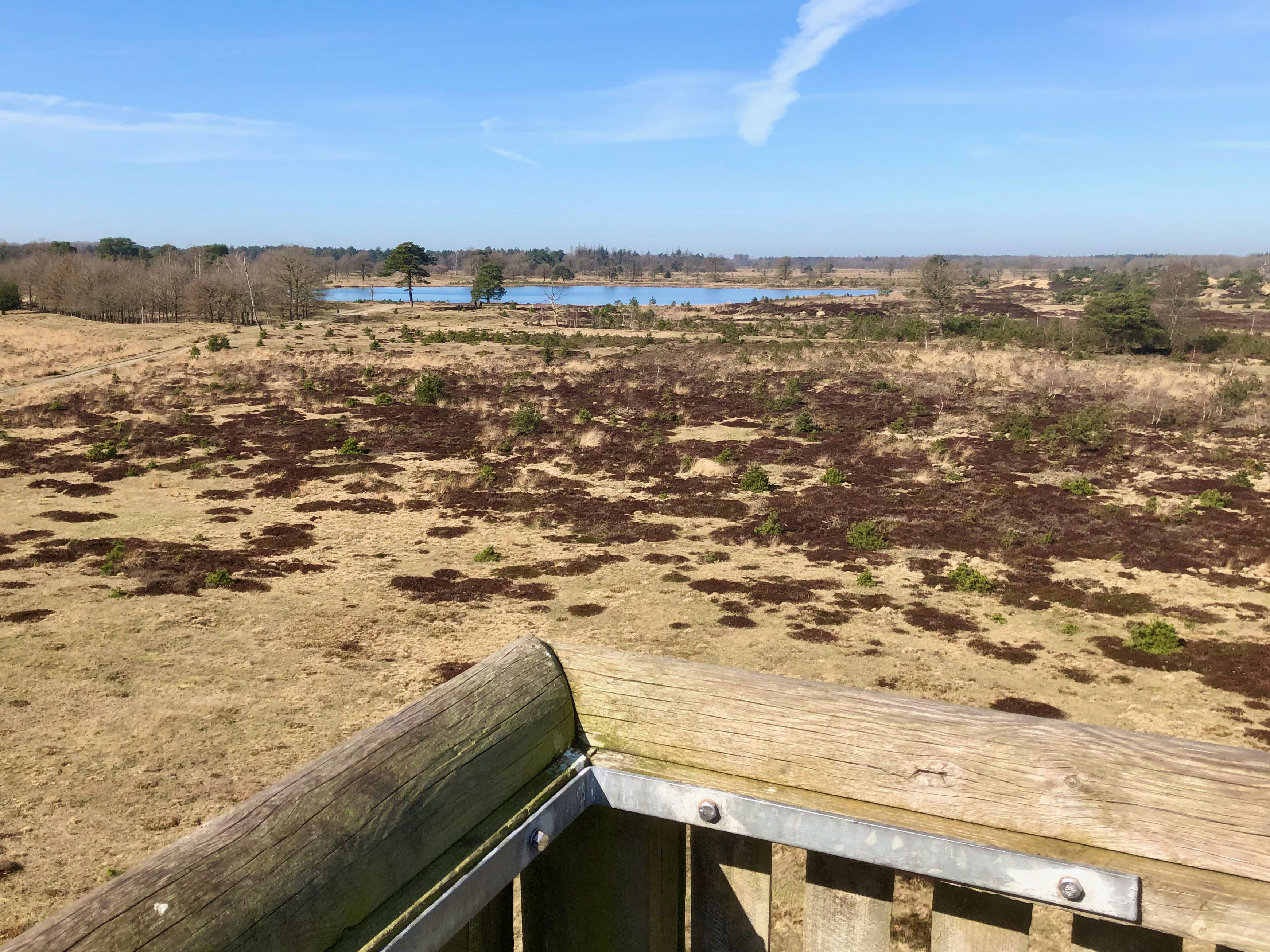
Zicht op de Grenspoel vanaf de oude uitkijktoren (2021)